# سباق الجائزة الكبرى للدراجات النارية موسم 1999
سباق الجائزة الكبرى للدراجات النارية موسم 1999 كان النسخة الـ 51 من بطولة العالم التي نظمها الاتحاد الدولي للدراجات النارية. تكون الموسم من 16 سباقا بدأ بجائزة ماليزيا الكبرى للدراجات النارية في 18 أبريل وانتهى بجائزة الأرجنتين الكبرى للدراجات النارية في 13 أكتوبر. كان أليكس كريفيل بطل الموسم لفئة 500 سي سي.

## النتائج
| الجولة | التاريخ   | السباق                                      | المكان                           | 125 سي سي         | 250 سي سي      | 500 سي سي          | التقرير |
| ------ | --------- | ------------------------------------------- | -------------------------------- | ----------------- | -------------- | ------------------ | ------- |
| 1      | 18 أبريل  | جائزة ماليزيا الكبرى للدراجات النارية       | حلبة سيبانغ الدولية              | ماساو أزوما       | لوريس كابيروسي | كيني روبرتس جونيور | التقرير |
| 2      | 25 أبريل  | جائزة اليابان الكبرى للدراجات النارية       | حلبة موتيجي                      | ماساو أزوما       | شينيا ناكانو   | كيني روبرتس جونيور | التقرير |
| 3      | 9 مايو    | جائزة إسبانيا الكبرى للدراجات النارية       | حلبة خيريز                       | ماساو أزوما       | فالنتينو روسي  | أليكس كريفيل       | التقرير |
| 4      | 23 مايو   | جائزة فرنسا الكبرى للدراجات النارية         | حلبة بول ريكارد                  | روبرتو لوكاتيلي   | توهرو أوكاوا   | أليكس كريفيل       | التقرير |
| 5      | 6 يونيو   | جائزة إيطاليا الكبرى للدراجات النارية       | حلبة موجيلو                      | روبرتو لوكاتيلي   | فالنتينو روسي  | أليكس كريفيل       | التقرير |
| 6      | 20 يونيو  | جائزة كتالونيا الكبرى للدراجات النارية      | حلبة دي كاتلونيا                 | أرنو فنسنت        | فالنتينو روسي  | أليكس كريفيل       | التقرير |
| 7      | 26 يونيو  | كأس هولندا السياحية                         | حلبة أسن تي تي                   | ماساو أزوما       | لوريس كابيروسي | تادايوكي أوكادا    | التقرير |
| 8      | 4 يوليو   | جائزة بريطانيا الكبرى للدراجات النارية      | دونينجتون بارك                   | ماساو أزوما       | فالنتينو روسي  | أليكس كريفيل       | التقرير |
| 9      | 18 يوليو  | جائزة ألمانيا الكبرى للدراجات النارية       | ساتشسينرينج                      | ماركو ميلاندري    | فالنتينو روسي  | كيني روبرتس جونيور | التقرير |
| 10     | 22 أغسطس  | جائزة التشيك الكبرى للدراجات النارية        | حلبة برنو                        | ماركو ميلاندري    | فالنتينو روسي  | تادايوكي أوكادا    | التقرير |
| 11     | 5 سبتمبر  | جائزة إيمولا الكبرى للدراجات النارية        | حلبة إنزو دينو فيراري            | ماركو ميلاندري    | لوريس كابيروسي | أليكس كريفيل       | التقرير |
| 12     | 19 سبتمبر | جائزة بلنسية الكبرى للدراجات النارية        | حلبة ريكاردو تورمو               | جانلويجي سكالفيني | توهرو أوكاوا   | ريجيس لاكوني       | التقرير |
| 13     | 3 أكتوبر  | جائزة أستراليا الكبرى للدراجات النارية      | حلبة الجائزة الكبرى بجزيرة فيليب | ماركو ميلاندري    | فالنتينو روسي  | تادايوكي أوكادا    | التقرير |
| 14     | 10 أكتوبر | جائزة جنوب أفريقيا الكبرى للدراجات النارية  | فاسيكا                           | جانلويجي سكالفيني | فالنتينو روسي  | ماكس بياجي         | التقرير |
| 15     | 24 أكتوبر | جائزة ريو دي جانيرو الكبرى للدراجات النارية | حلبة نيلسون بيكيه الدولية        | نوبورو أويدا      | فالنتينو روسي  | نوريفومي أبي       | التقرير |
| 16     | 31 أكتوبر | جائزة الأرجنتين الكبرى للدراجات النارية     | حلبة أوسكار جالفيز               | ماركو ميلاندري    | أوليفييه جاك   | كيني روبرتس جونيور | التقرير |